# Julius Scheybal
Julius Scheybal (* 29. März 1930; † 5. Juli 2000 in Wien) war ein österreichischer Gitarrist, der sich als Jazz- und Sessionmusiker betätigte.

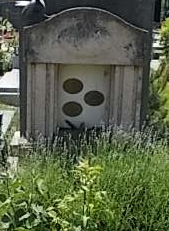
Grabstätte von Julius Scheybal

## Leben
Scheybal arbeitete ab Mitte der 1950er Jahre als professioneller Musiker; er gehörte seit Anfang der 1960er Jahre dem Orchester des Theater an der Wien an. Er spielte außerdem in österreichischen Easy-Listening-Combos wie Claudius Alzner und Seine Solisten, Toni Stricker-Schrammeln, Willi Fantl und Sein Ensemble und im Orchester Robert Opratko, außerdem als Sessionmusiker bis 1972 für verschiedenen Plattenaufnahmen, u. a. der ORF-Big Band, von Art Farmer (Gentle Eyes 1972), Fatty George, Michael Danzinger (Piano Cocktail), Karl Steinwendtner, Helmut Qualtinger, Erika Pluhar, Arik Brauer und André Heller (Platte 1970), für den er mit Robert Opratko das Lied Für Erika Pluhar komponierte. Ab 1975 unterrichtete er am Wiener Musikkonservatorium Jazzgitarre. Zu seinen Schülern gehören u. a. Claus Spechtl, Josef Peter Traun und Claudius Jelinek. Scheybal starb 2000 und wurde am Inzersdorfer Friedhof (Gruppe 1, Reihe 37, Nummer 11) bestattet. 2002 wurde sein Album More Sun – For and with Friends veröffentlicht.